# Bissel
Pour les articles homonymes, voir Bissel (homonymie).
Un bissel est un essieu porteur venant en complément des essieux moteurs pour répartir la masse d'une locomotive sur les rails, et installé sous la forme d'un train articulé capable de s'orienter par rapport au châssis de la machine pour en faciliter l'inscription dans les courbes.

## Description

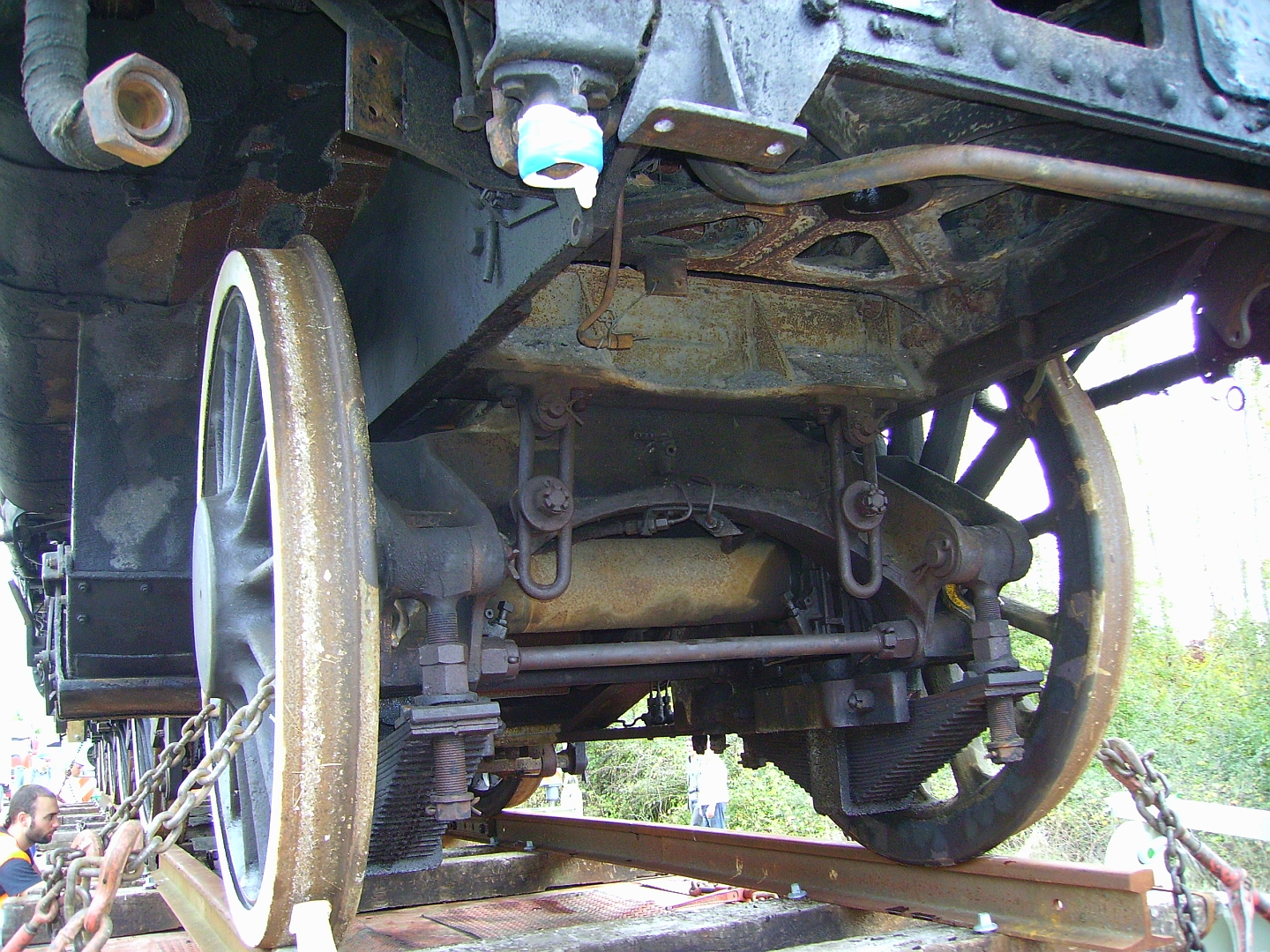
Le bissel à châssis interne d'une 241 P.

L'essieu bissel possède son propre châssis ; il est relié à celui de la locomotive par l'avant grâce à une chape permettant son articulation ; une partie du poids de la locomotive étant en appui sur sa partie arrière par l'intermédiaire d'une plaque de friction.
Lors de l'attaque d'une courbe, le bissel s'oriente dans un mouvement angulaire. Un dispositif de rappel par ressorts facilite son inscription en courbe puis son retour dans l'axe, par modification des forces de rappel sur le châssis.
Sur une voie rectiligne, le dispositif reste neutre.
Ce dispositif porte le nom de l'ingénieur américain Levi Bissell qui l'a conçu en 1857.
La structure d'un bissel peut être à châssis interne ou externe, en longerons de tôles, fers plats assemblés, ou moulé en fonderie.
Suivant les modèles, un bissel peut ou ne pas être équipé de suspensions. Sur un modèle suspendu les boîtes d'essieux sont coulissantes dans sa structure, et le châssis de la locomotive vient directement en appui sur le bissel, c'est le cas des locomotives de la compagnie PLM ou du bissel type « Delta » américain. Sur un modèle non suspendu les boîtes d'essieux sont montées rigidement sur le bissel, et c'est la suspension installée sur le châssis de la locomotive qui vient en appui sur le bissel par l'intermédiaire de plaques de frottement lubrifiées, comme pour les essieux moteurs. Cette particularité se retrouve sur les locomotives de la compagnie de l'Est, ou le bissel type « Cole » américain.
Un bissel peut comporter jusqu'à trois essieux comme sur le modèle « Delta » des locomotives Allegheny (en) du Chesapeake and Ohio Railway.

## Utilisation

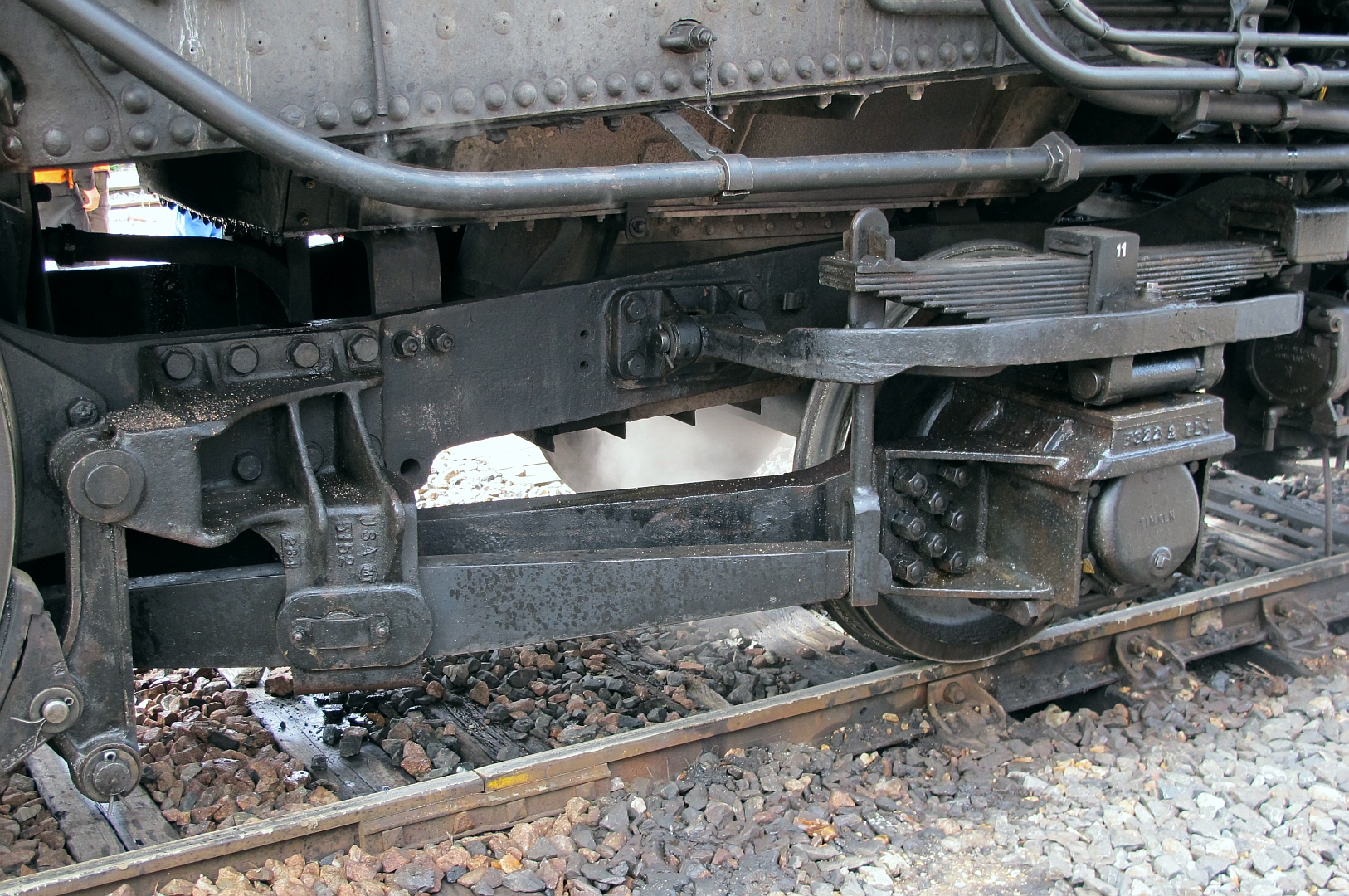
Le bissel américain type « Cole » d'une 141 R.

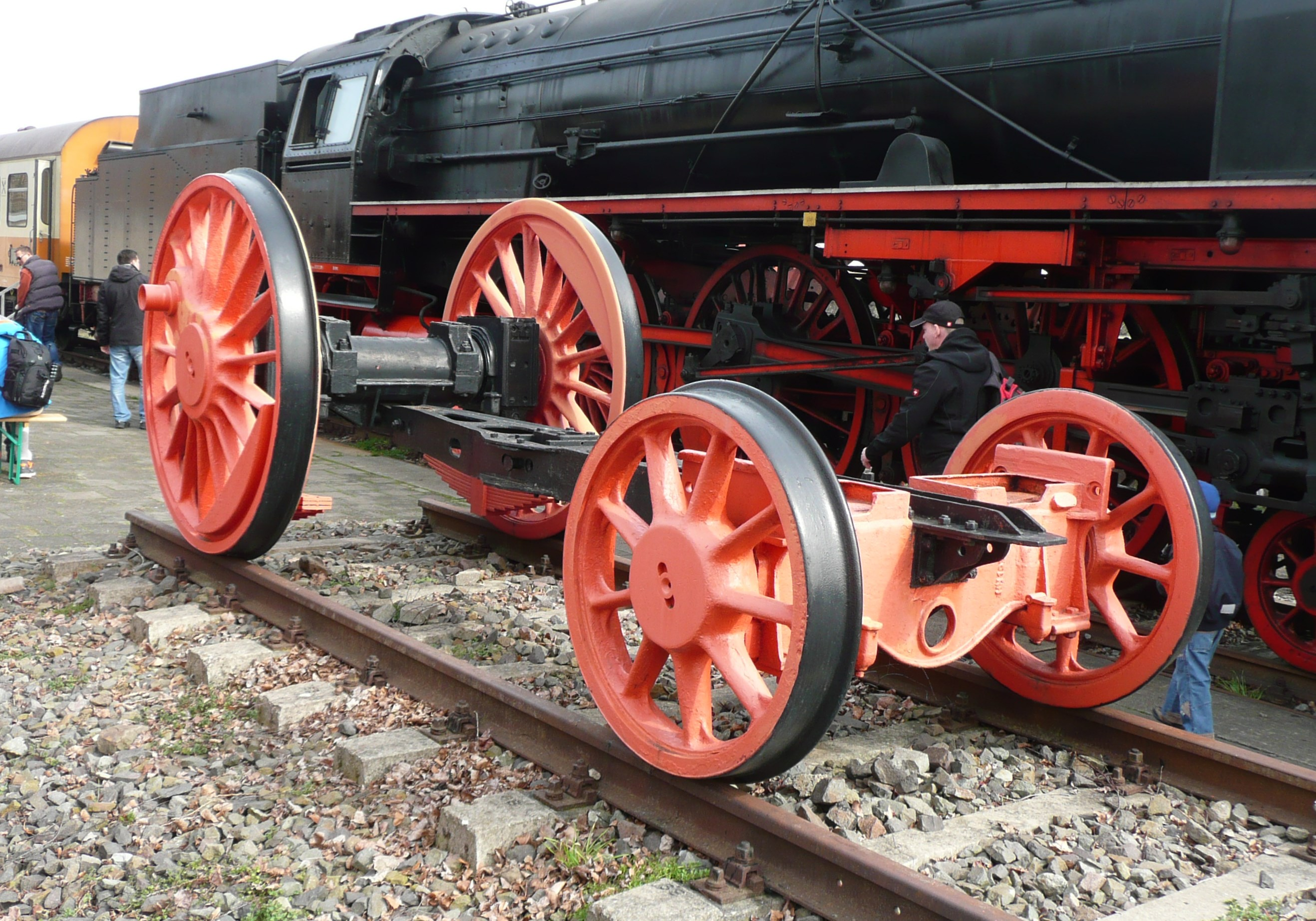
Le bissel allemand Krauss-Helmholtz est directement attaché à l'essieu moteur extrême de la locomotive, comme le bissel « Zara ».

Un essieu bissel peut être aussi bien placé sur l'avant que sur l'arrière des locomotives à vapeur, dans le cas d'une locomotive de vitesse c'est un bogie porteur qui sera privilégié sur l'avant.
Dans certains cas, le bissel avant est attaché non pas au châssis de la locomotive, mais au premier essieu par l'intermédiaire d'un support en forme dit « de col de cygne » et sur lequel vient s'appuyer le châssis de la locomotive à la manière d'un bogie ; l'ensemble formé par le bissel et le premier essieu est appelé bogie-bissel (comme le bissel de type « Zara » connu en Italie sous le nom « Carrello Italiano »).
Lorsque la masse d'une locomotive à tender séparé nécessite l'installation de deux essieux porteurs sur sa partie arrière, un bissel sera préféré à un bogie car il laisse, entre autres, plus de place pour le dégagement du cendrier.

### Le bissel à deux essieux
Aux États-Unis, l'évolution croissante des dimensions des locomotives fit adopter le type Berkshire au début de l'année 1925. Ces machines étudiées par LIMA, étaient équipées d'un nouveau type de bissel à deux essieux et châssis extérieur, comportant un moteur auxiliaire appelé booster (en) breveté par la Franklin Railway Supply Compagny. Sur ces locomotives, et contrairement à la pratique habituelle, la partie arrière du foyer de la chaudière ne prenait pas appui sur le châssis de la machine, mais directement sur le bissel par l'intermédiaire de plaques de friction. Car le châssis de la locomotive ne se prolongeait pas au-delà du dernier essieu moteur, et c'est à l'arrière du bissel qu'était attelé le tender, avec toute la masse du train.
En 1927 la première Northern (242) sortait des usines Alco, également équipée d'un bissel à deux essieux mais de type « Delta » obtenu d'une seule pièce de fonderie, modèle qui était l'évolution du « Delta » à un essieu développé à partir de 1916 par la Commonwealth Steel Company (en).
À partir de cette période, les Berkshire également construites par Alco et Baldwin furent systématiquement équipées d'un bissel « Delta ». Lima continua de produire encore quelques années avec son propre bissel, puis adoptera définitivement le type « Delta ».

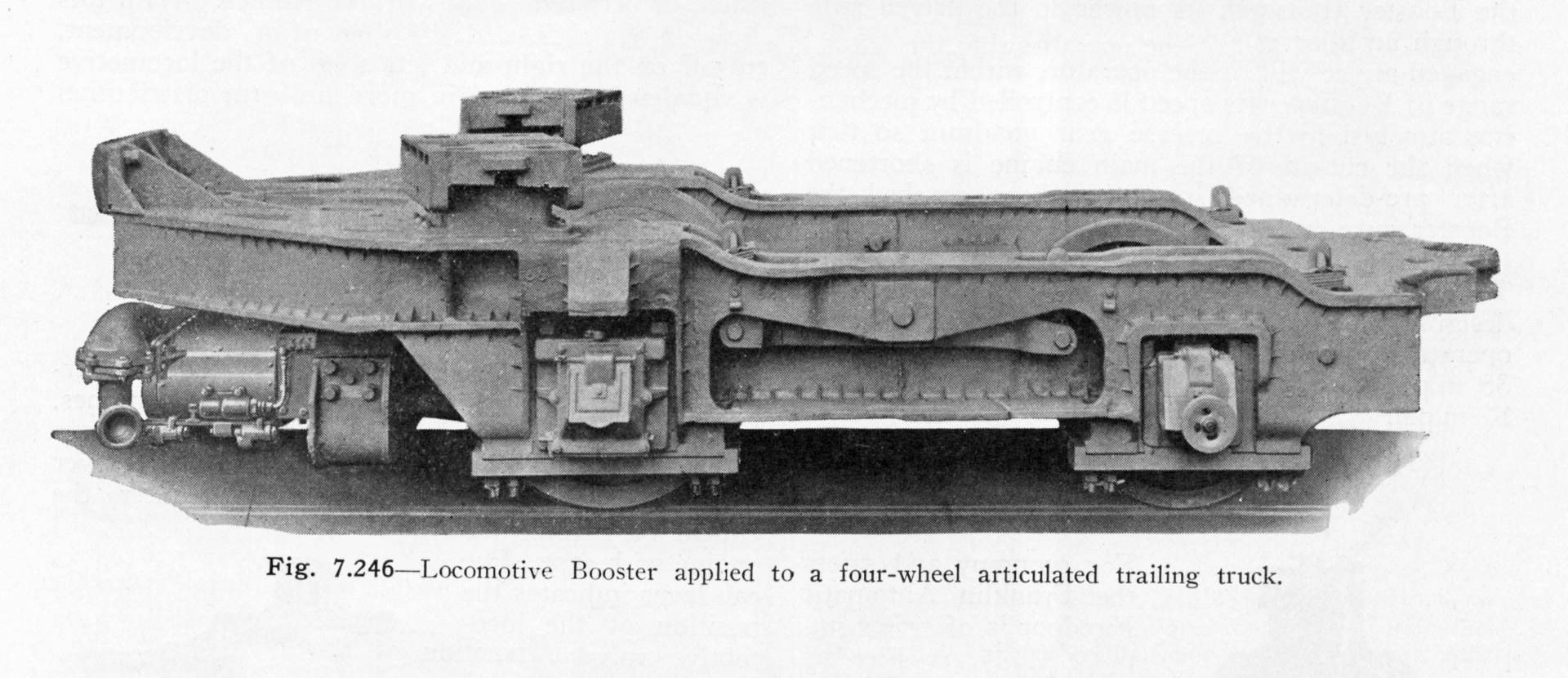
Bissel « LIMA » à deux essieux et châssis externe moulé. Sur la partie supérieure, les deux supports destinés à recevoir l'arrière du foyer. Ce modèle est équipé d'un booster entraînant le second essieu.
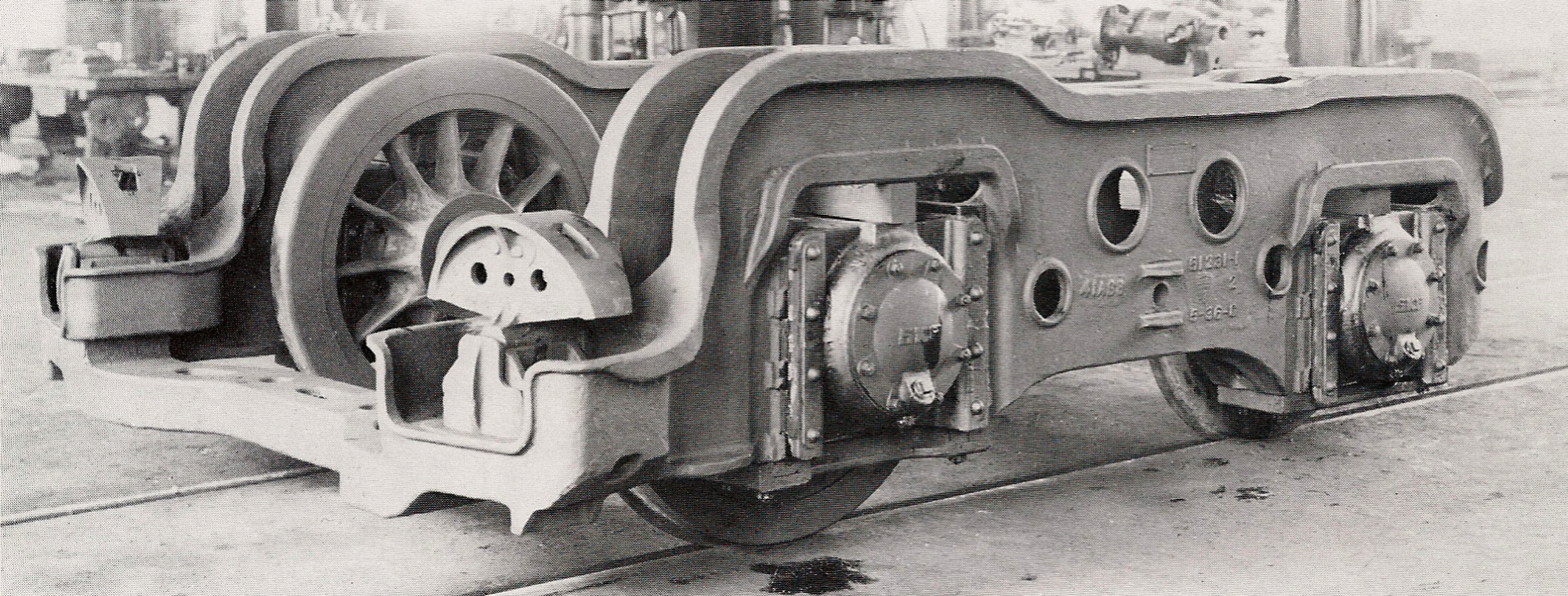
Bissel « Delta » monobloc à deux essieux d'une Challenger, en cours de montage chez Alco en 1936. À l'arrière, les deux osselets oscillants de rappel, sur lesquels viendra prendre appui le châssis de la locomotive.
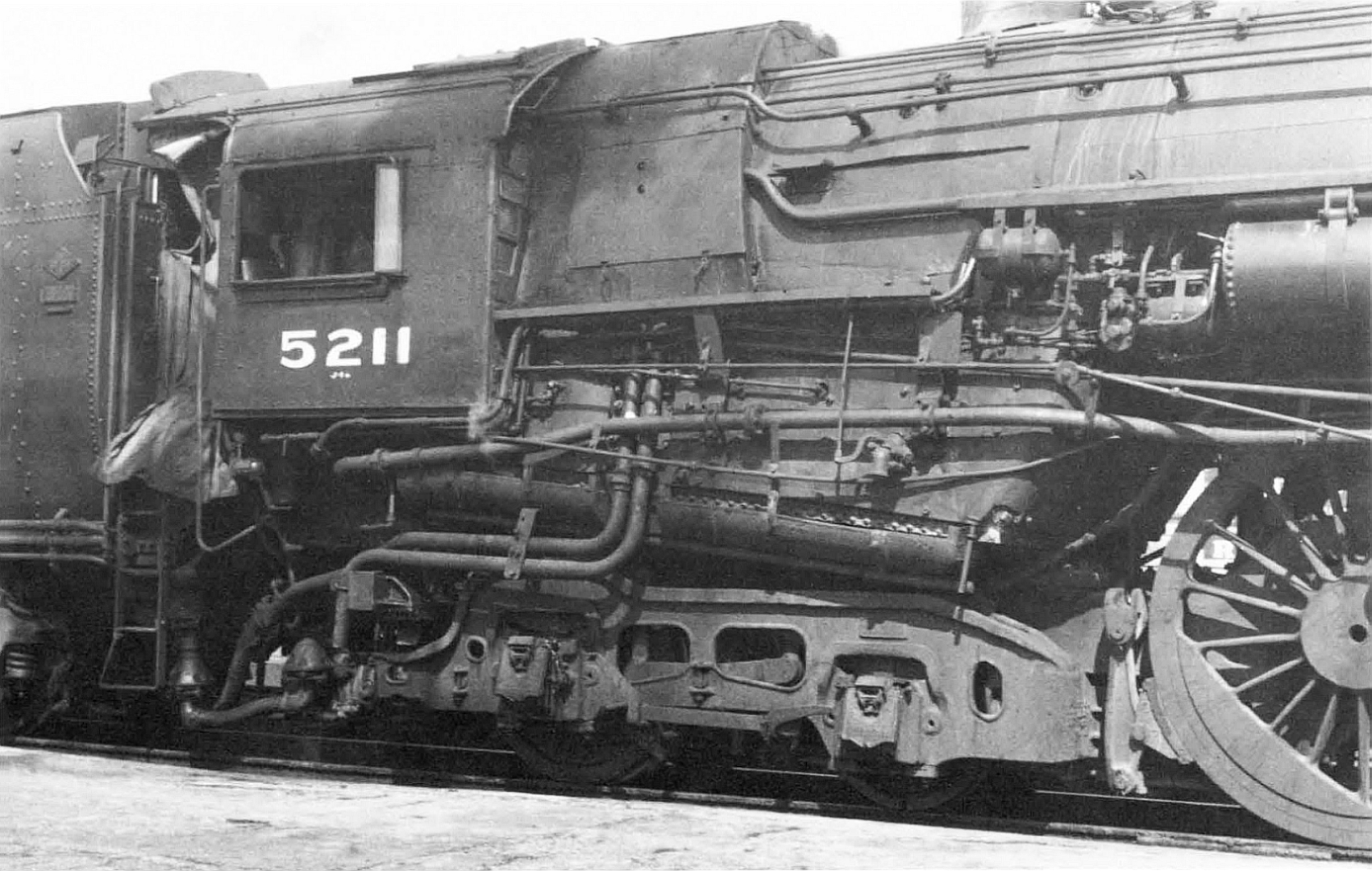
Le bissel « Delta » à deux essieux apparut début 1927 sur les 242 du Northern Pacific et les 232 du New York Central.
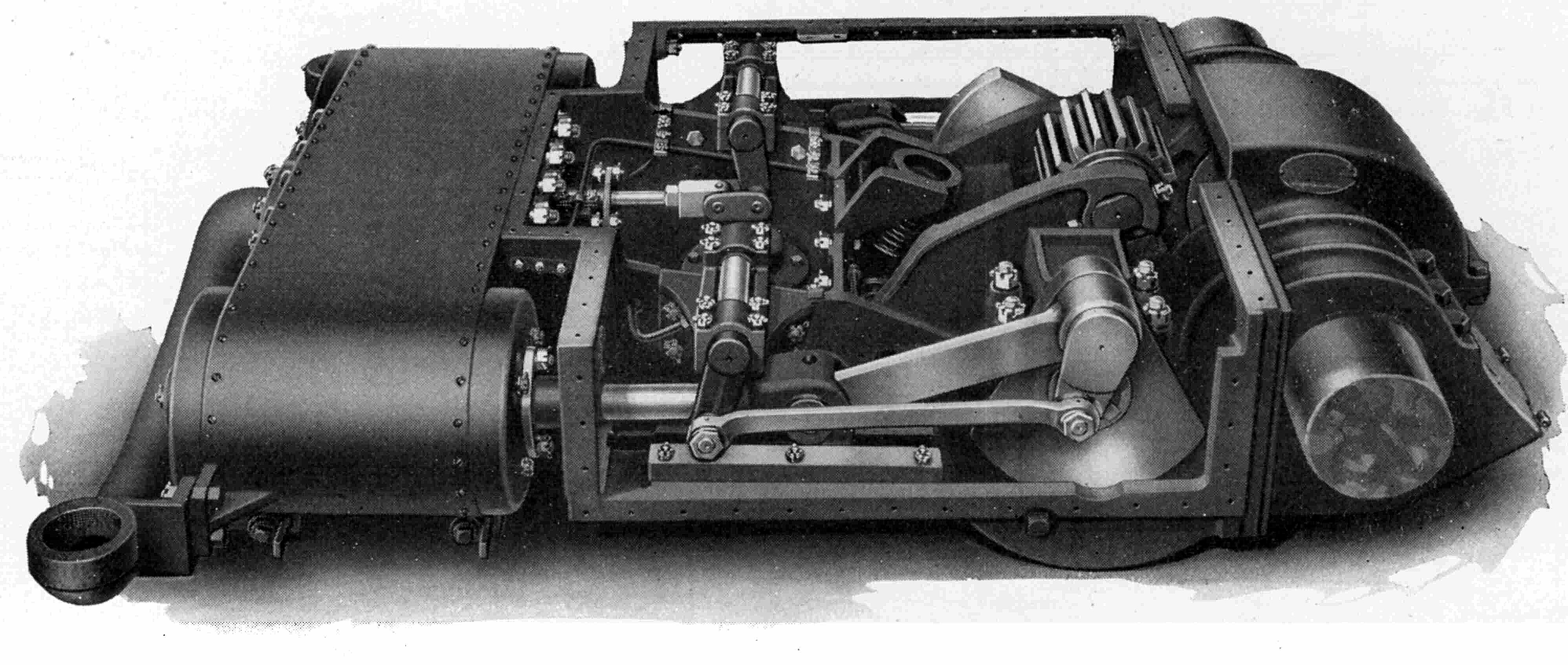
Moteur d'appoint dit « booster » installé sur certains bissels, et utilisé uniquement pendant les phases de démarrage de la locomotive.

### Le bissel «Delta»
Le bissel « Delta » a plusieurs avantages par rapport à un modèle à structure interne : son châssis est extérieur, ce qui libère de la place entre les roues pour pouvoir placer les longerons du châssis de la locomotive ainsi que le cendrier, et parfois même un moteur auxiliaire (booster) qui entraîne l'essieu par un rapport d'engrenages. Les boîtes d'essieux et la suspension se retrouvent aussi à l'extérieur, facilitant grandement leur entretien et les éloignant du rayonnement du foyer.
La répartition des masses se fait par trois points d'appui ; sur le pivot d'articulation avant ainsi que sur deux pièces oscillantes situées sur les rebords extérieurs à l'arrière du bissel et appelés « osselets de rappel » ; ces deux pièces agissant comme des stabilisateurs. La suspension du bissel est conjuguée par des balanciers avec celle du dernier essieu moteur.
Sur les locomotives de construction françaises (hors exportation), le bissel « Delta » n'a été appliqué que sur deux modèles (242 A 1 et G 16 du réseau AL), mais il fut largement utilisé notamment aux États-Unis, y compris dans sa version à deux essieux où les locomotives équipées de tel modèle furent d'un type très répandu sur les chemins de fer d'Amérique du nord ; d’ailleurs  200 locomotives 141 R de la SNCF seront équipées d'un bissel « Delta ».

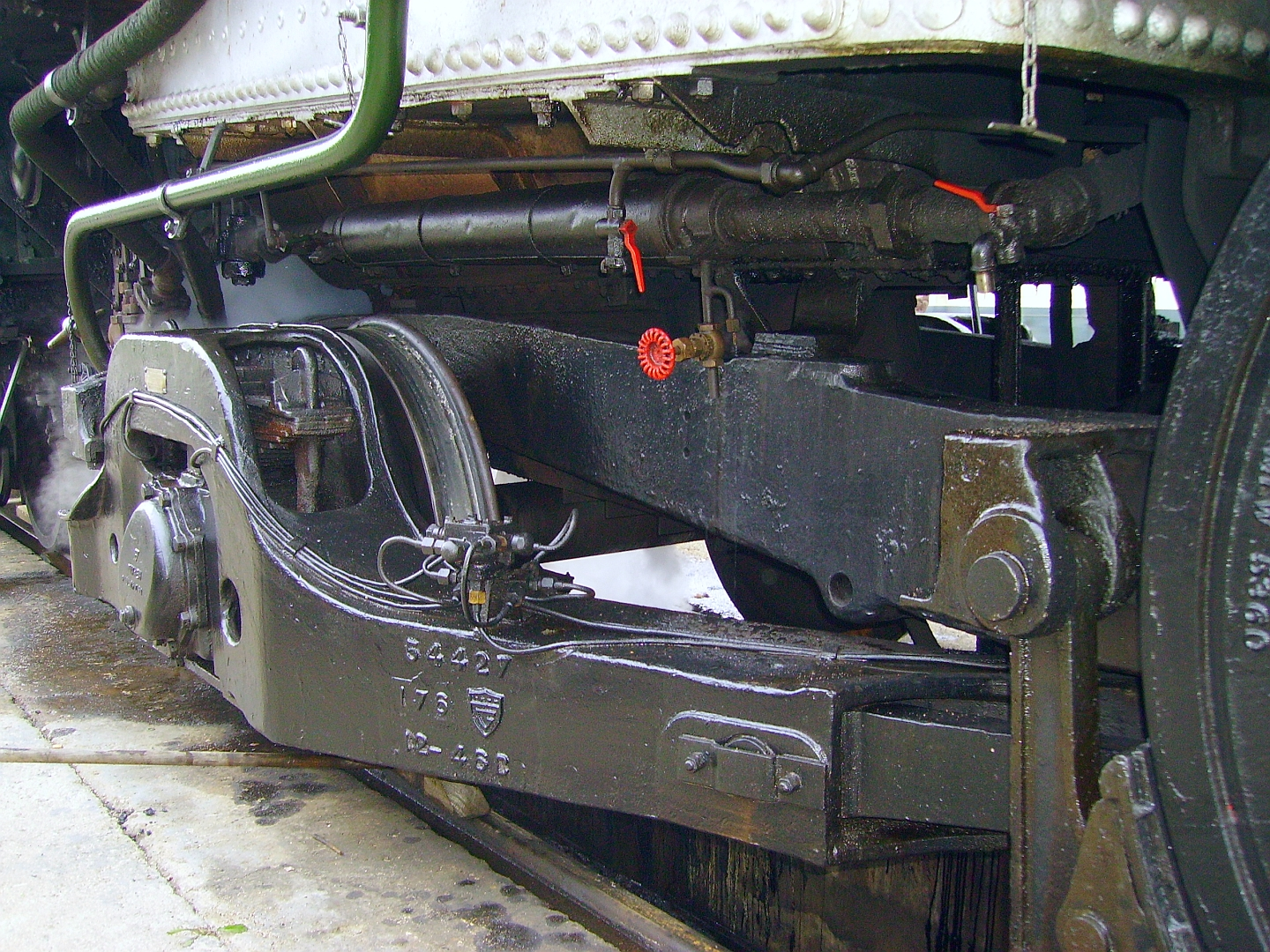
Le bissel américain type « Delta » d'une 141 R.
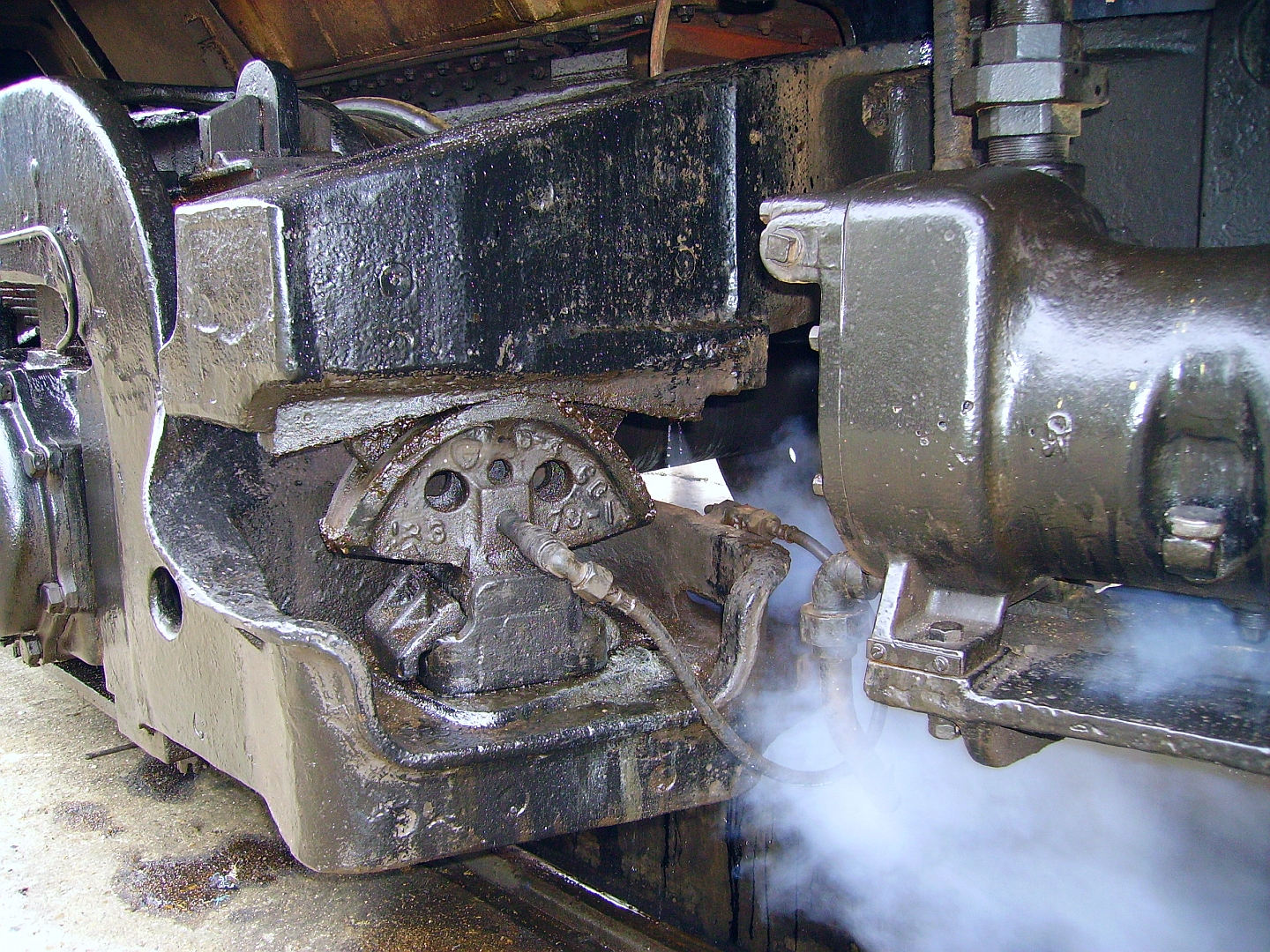
Un des deux osselets oscillants de rappel d'un bissel « Delta ».
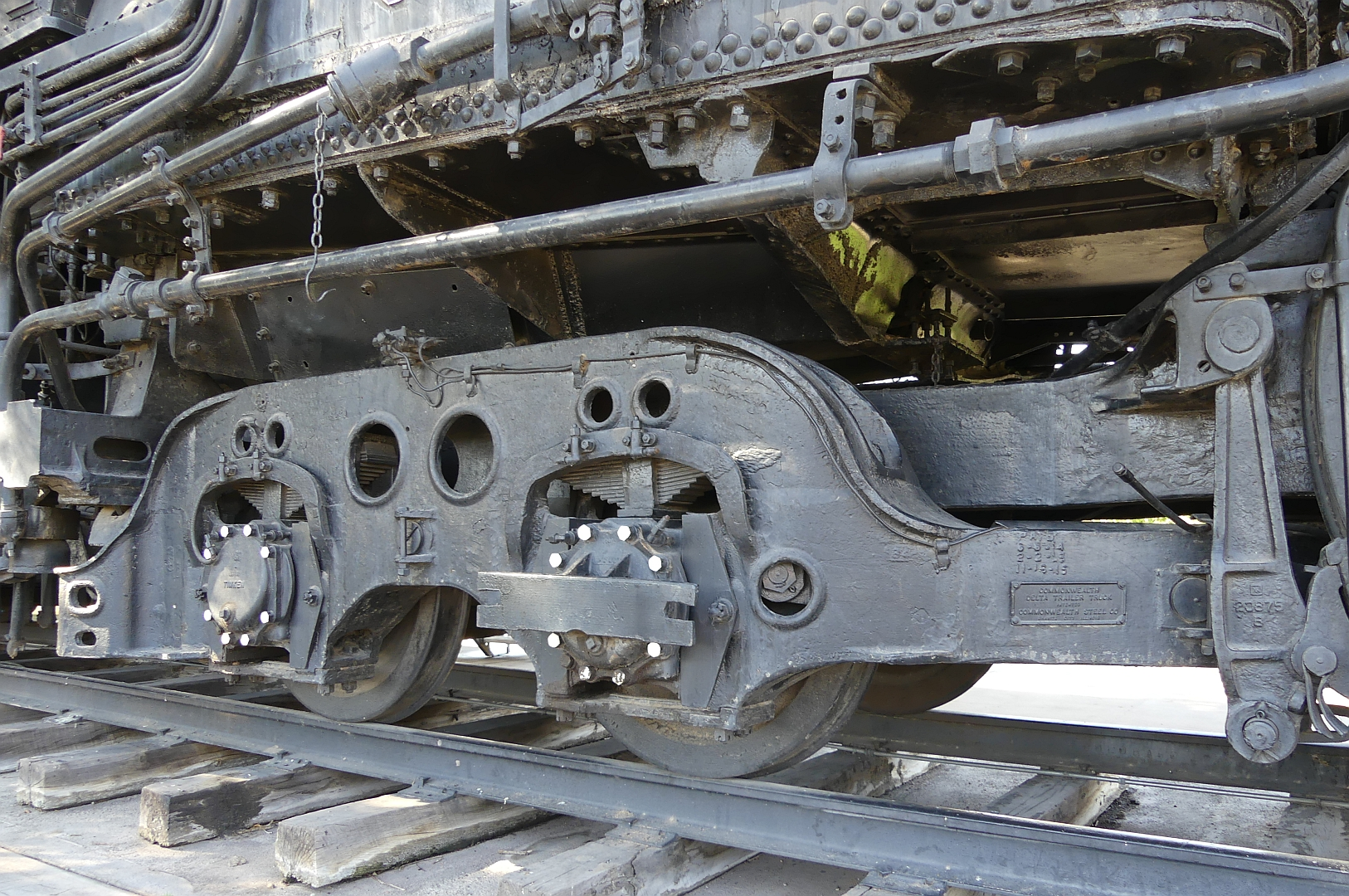
Le bissel « Delta » à deux essieux de la 242 no 3759 de l'Atchison, Topeka and Santa Fe Railway.